# Споднє Дуле
Споднє Дуле (словен. Spodnje Dule) — поселення в общині Кршко, Споднєпосавський регіон, Словенія. Висота над рівнем моря: 395,2 м.